# テーザー銃

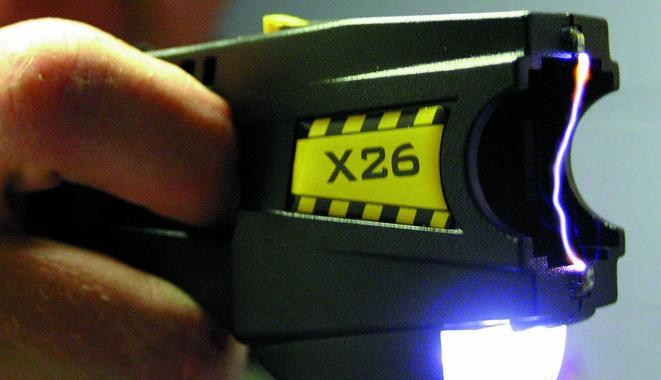
射出カートリッジを外したテーザー銃。2つの電極の間にアーク放電が発生している。

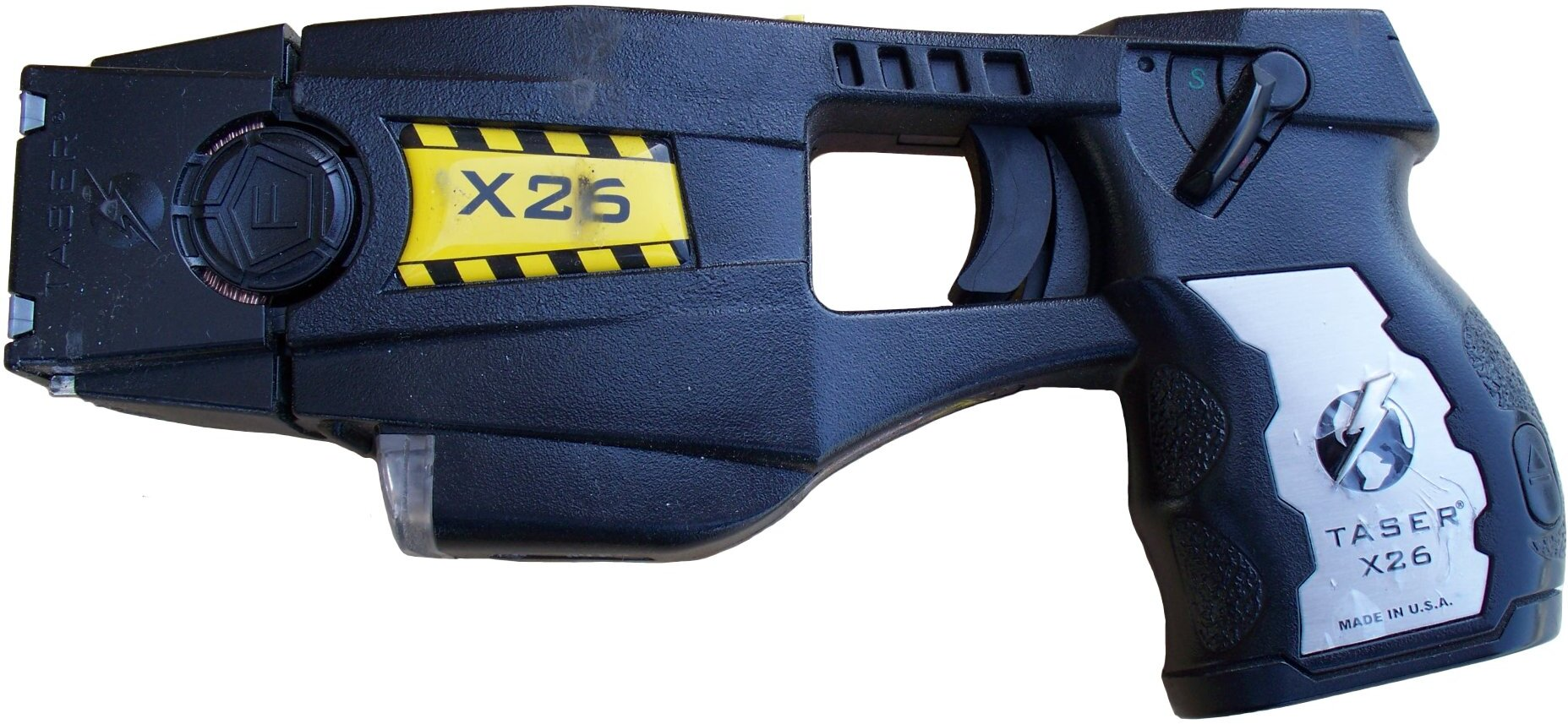
警察用のX26 TASER（カートリッジ装填済み）

テーザー銃またはテイザー銃 (英語: Taser [ˈteɪzər]) は、アメリカのアクソン（AXON社〈旧テーザー・インターナショナル〉が発売しているスタンガンである。TASERは同社のブランド。

## 概要
トリガーを引くと棘状の電極が生えた小さな投げ矢のような2つの射出体（プローブ）が発射され、標的となる人間の肌に突き刺さるようになっている。射出体の速度は秒速180フィート（55メートル毎秒）。有効射程は、警察官向け製品は35フィート（10.67メートル）であるが、法執行機関外向けの製品では15フィート（4.57メートル）に制限されている。射出体と本体の間は絶縁された細い銅線でつながっており、本体から射出体の電極に電流を流して標的の人間を制圧することができる。テーザー銃の効果は、射出体の当たった部位における局所的な激痛と筋肉麻痺に限られている。
標的が重傷を負ったり死亡したりした例があるため、非致死性兵器（non-lethal weapons）ではなく、低致死性兵器（less-lethal weapons）とされている。
2018年のアメリカ合衆国では、少なくとも49人が警察官にテーザー銃を撃たれた後に死亡している。
1993年、TASER社が最初に発売したエネルギー兵器は警察用で、逃亡を図ろうとしたり、好戦的であったり、潜在的な脅威を持つ人物と対峙する際に、拳銃のような殺傷能力の高い武器に代わる対処法として提示されたものだった。2010年の"Police Use of Force, TASERs and Other Less-Lethal Weapons"（警察官の武器使用　テーザー銃とその他の低致死性兵器）という調査によれば、全世界で15,000人の法執行機関員や軍関係者が、テーザー銃を使用可能武器の一つとして使うことを認められている。一方で、少年犯罪に対する使用の是非や、拷問に悪用される危険性などについての論争が起きている。
2009年にアメリカ合衆国の Police Executive Research Forum が発表した報告によれば、21世紀に入ってからの統計で、テーザー銃を持つ警察官の負傷率が、一切テーザー銃を使用しない場合に比べ76パーセント低減した。テーザー・インターナショナルとリック・スミスCEOは、ある「警察の調査」に基づいてテーザー銃が「2011年の間に75,000人の命を救った」と主張している。より後の年代の学術的な研究でも、アメリカ合衆国内の警察官は、テーザー銃を使用することで肉弾戦術で戦うよりも低リスクで、トウガラシスプレーのような薬剤噴霧武器と同程度の低負傷率を実現できている、とされている。しかし一方で、警察がこの電撃武器と他の武器を併用した場合の負傷率は、警棒や噴霧武器を使用した場合より4、5倍高いともされている。

## 歴史
1969年、アメリカ航空宇宙局の研究者だったジャック・カヴァーがテーザー銃の開発を始めた。1974年、カヴァーはこの電撃武器を完成させ、「トーマス・A・スウィフトの電磁ライフル」(Thomas A Swift Electronic Rifle)の頭文字を取り、TASERと命名した。これは20世紀初頭の小説のタイトルに由来する。ストレイトマイヤ・シンジケートがヴィクター・アップルトンという作家名を用いて書いたTom Swift's electric rifleという小説の頭文字TSERから英語読みでTASERとしたもの。主人公のトム・スウィフトは、カヴァーの少年時代のヒーローであった。
このテーザー・パブリック・ディフェンダーは射出体を発射するために火薬を使用していたため、1976年にアルコール・タバコ・火器及び爆発物取締局（ATF）により火器に指定された。
元テーザー・インターナショナルCEOのパトリック・スミスは、テーザー銃に関連した訴訟の際、「高校時代の2人の知人が」「正気を失った、合法な銃を持つ男」によって射殺された事件が、テーザー銃開発の動機となったと証言している。1993年、リック・スミスとトーマス・スミスの兄弟はテーザー社を設立し、彼らの言う「市民や法執行機関がより安全に武器を使用できる方法」を研究し始めた。彼らはアリゾナ州スコッツデールの施設で、カヴァーと共に「火器に該当しないテーザー電撃制圧武器」を開発した。1994年に開発されたAir TASER Model 34000は、犯罪者による悪用を防ぐ「重犯罪防止認証システム」(anti-felon identification (AFID) system)を搭載していた。これは発砲時に、シリアルナンバーが記載された小さな紙片を周囲に大量にばら撒くことで、使用されたテーザー銃が特定できるというものであった。ATFは、このAir TASERは火器ではないと認定した。 
1999年、テーザー・インターナショナルは「神経筋無能力化特許（patented neuromuscular incapacitation、NMI）技術」を使用した「人間工学的な拳銃型の武器、Advanced TASER M-series systems」を開発した。2003年5月には「パルス波形技術」を使用したTASER X26をリリースした。2009年7月27日には、1回の装填で3発撃てる X3をリリースした。これは新型のカートリッジ3つを搭載し、以前のモデルよりはるかに細い形状を実現した。2017年4月5日、テーザー社はボディカメラやソフトウェアなど他分野に拡大したことを反映し、アクソン社に改名した。2018年、アクソン社から第7世代のテーザー銃にあたるTASER 7がリリースされた。

## 機構

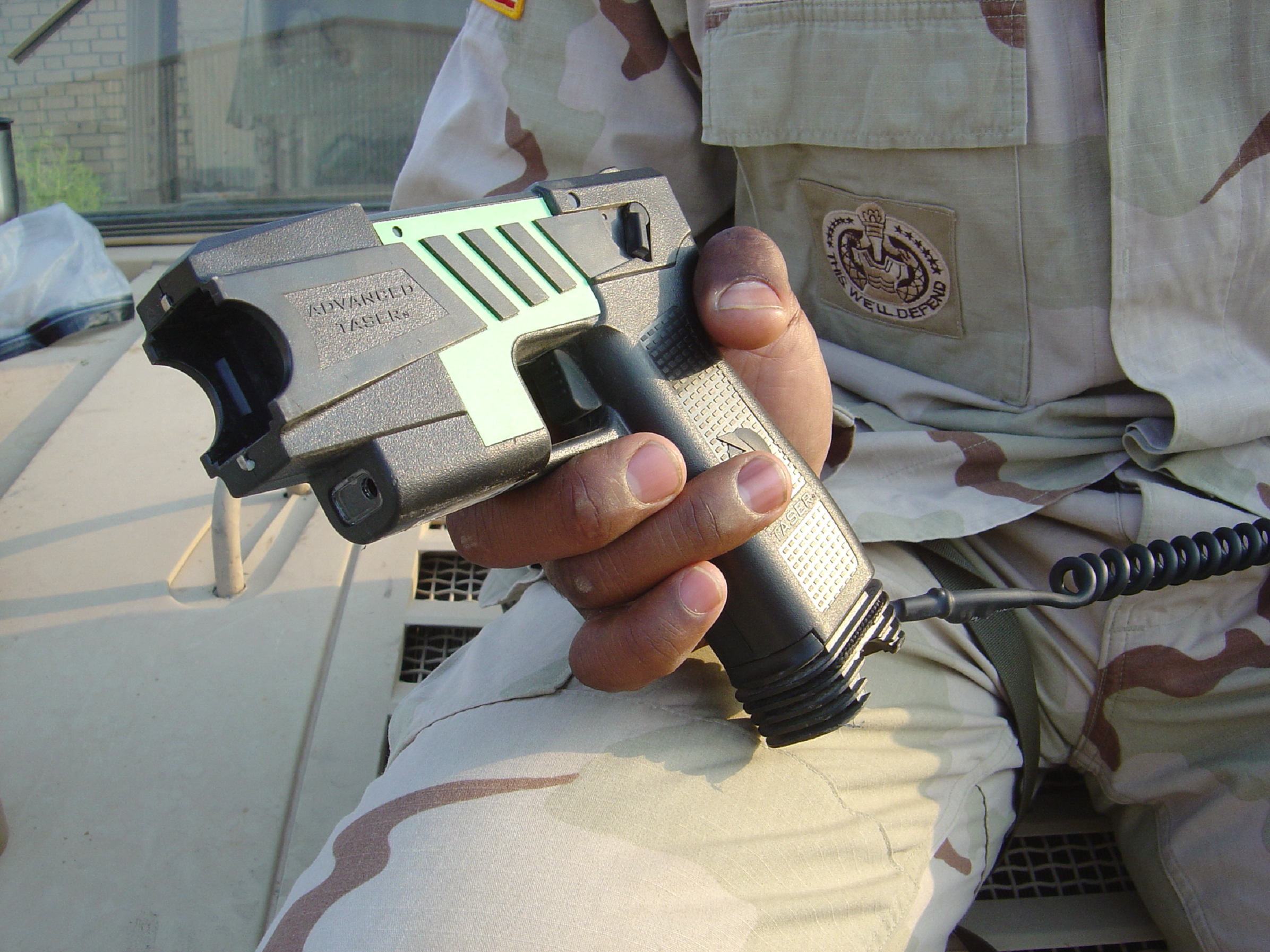
軍用バージョンのM-26 TASER

テーザー銃は、2つの小さな投げ矢のような電極を圧縮窒素で発射する。電極と本体は細く絶縁された銅線ワイヤーで常に有線接続されている。カートリッジには対の電極と1発分の発射剤（X3モデルの場合は3発分）が入っており、発射するたびに取り換える必要がある。
発射された射出体は秒速180フィート（55メートル）で飛翔し、2つの飛翔体は7フィート（2.1メートル）飛ぶごとに1フット（30センチメートル）のペースで距離を離し拡散していく。この結果、2つの電極が標的の体に少なくとも4インチ（10センチメートル）離れて当たり、両者の間に電気パルスを流す。標的の体には筋肉の自由を奪えるよう調整された電流が流され、標的は「神経筋麻痺」（neuromuscular incapacitation）を起こす。実際には、テーザー銃の使われ方や電極の食い込み具合により、その効果は局所的な激痛から、強力で長期的な筋肉麻痺まで差が出ることがある。テーザー銃は使い方によらず常に標的に重傷を負わせたり死亡させたりする危険性をはらんでいるため、「低致死性兵器」として販売されている。
またカートリッジは射程別にカテゴリー分けされており、最長射程のものは35フィート（10.67メートル）となっている。法執行機関以外の消費者に販売されている製品は、15フィート（4.57メートル）までの射程のものに限られている。またX26は35フィートの射程能力があるが、実際には警察官は15フィートから25フィートの範囲に標的がいなければテーザー銃を使用してはならないとされている 。
電極は尖った形状で衣服を貫き、簡単に引き抜けないようになっている。旧型のテーザー銃では糸巻き状にカートリッジに収まっていたワイヤーが飛び出す際に先の電極を振動させ、分厚い服を貫通しにくくなるという問題を抱えていた。しかし新型のX26やC2では「パルス型」にワイヤーが収納されるようになり、障壁を貫通する能力が向上している。
TASER 7は、さらに信頼性の高まった2連発の製品になっている。従来カートリッジに収まっていたワイヤーは、発射時に電極側の糸巻きから伸びるようになり、飛翔時の安定性と正確性が向上した。また発射体が回転しながら飛ぶことでまっすぐ速く飛ぶようになり、2倍近くの運動エネルギーを持つようになったことで、標的に刺さりやすく、衣服を貫通しやすくなった。微妙な角度からも標的を制圧できるようにするため、発射体の電極以外の本体は壊れて散るようになった。TASER 7 has a 93% increased probe spread at close range, where 85% of deployments occur, according to agency reports. また即座に電極に通電する技術が向上したことで、近距離でもより確実に標的を制圧できるようになった。 TASER 7 wirelessly connects to the Axon network allowing for easier updates and inventory management.
テーザー銃は、警察官の安全を守るうえで効果があるとされている。警棒やトウガラシスプレー、またもちろん肉弾で標的と戦うよりもはるかに射程が長く、警察官は標的から十分な距離を保って対応できる。カルガリー警察署の実力行使が発生した事件に関するカナダ警察研究センターの研究によれば、テーザー銃を使用することで警棒や空拳を使うよりも負傷率を抑えられる。これ以上の安全性を持つ介入手段はトウガラシスプレーのみであるとされた。

## モデル
アクソン社は2020年現在3種類のTASER conducted electrical weapons (CEWs) を法執行機関に提供している。  
TASER X2 deviceは2発同時発射式のTASER CEWで、射撃前の警告用に銃口部付近に電弧を発生させる装置と、着弾地を示す2本のレーザーポインターを備えている。  
TASER X26P deviceは単発式で、アクソン社の3つのモデルの中では最も小サイズである。   
TASER 7 deviceは3つの中でも最新のモデルである。2発の回転しながら飛翔する発射体を有し、また電線を発射体側から放出することで、より直線的な射撃が可能となっている。またadaptive cross connectionにより電撃の発生速度が向上し、より高い制圧性能を持つ。またアクソンのネットワークと無線で接続されており、テーザー銃を使用した証拠などを残せるようになっている。

## 致死性
テーザー銃は低致死性（less-lethal）武器であり、非致死性（non-lethal）武器ではない。鋭利な金属製の飛翔体と高圧電流を標的に当てるため、誤用や乱用により標的が重い障害を負ったり死亡したりする危険性が高まる。 また製造者側では、他にもテーザー銃を使用するリスクが確認されている。子ども、妊娠女性、高齢者、やせ型の人に対する使用は特にリスクが高まる。また心臓病や心臓発作歴、ペースメーカー利用者などの健康に問題がある人にたいしての使用も極めてリスクが高い。さらにアクソン社は複数回にわたり、テーザー銃を繰り返し、または長時間、あるいは継続的に使用すれば標的の安全は保障できないと警告している。Police Executive Research Forumは、テーザー銃による制圧時間は15秒を上回るべきではないとしている。
また以下のような場合、標的の重傷化や死亡といった副次的なリスクが高まる。
- 標的が麻痺し自由が利かない状態で高い所から落下する。
- 懸命に走っていたり、アスファルトのような荒い地面の上で走っていたりする人間に使用する。
- 車やオートバイ、自転車、スケートボードなどの機械や乗り物に乗っている人間に使用する。
- 周囲に爆発物、可燃物が存在する。

ジョージア州フルトン郡地方検事のポール・ハワード・ジュニアは、2020年に「ジョージア州法のもとでは、テーザー銃は致死性兵器であると考えられる。」と発言している。2012年にアメリカ心臓協会のサーキュレーション誌に発表された研究によると、テーザー銃は「心室不整脈、突然心停止、さらには死さえ」引き起こすことがある。2014年、全米黒人地位向上協会（NAACP）のスコット・X・エスデール議長をはじめとするコネティカット州支部は、テーザー銃が死をもたらす兵器であると主張した。ロイターは、2018年末までに少なくとも1000人が警察官にテーザー銃を撃たれた後に死亡しており、その事件のほとんどは2000年代前半以降のものであると報じている。この2018年中には、少なくとも49人が警察官にテーザー銃を撃たれた後に死亡した

## 密接状態での機能
一部のテーザー銃のモデル（特に警察が使用するもの）には、飛翔体の他に直接標的に押し付けて電流を流すドライヴスタン(Drive Stun)機能も搭載されている。これは射撃武器を持たない標的を麻痺させず、痛みだけ与えたいときに有効であり、ゼロ距離で痛みにより敵を制圧（ペイン・コンプライアンス、Pain Compliance）できるEMD (Electro Muscular Disruption)武器としての使い方である。例えば飛翔体のカートリッジを搭載し損ねていたり、すでに発射して無くなってしまっていたりする場合でも、テーザー銃を起動して標的の身体に押し付けることで電撃を与えられる。

### 問題性
2011年にアメリカで発表されたガイドラインでは、ドライヴスタンをペイン・コンプライアンスのために使用するのは避けるべきであるとされている。このガイドラインはPolice Executive Research Forumとアメリカ合衆国司法省地域治安維持活動局の合同委員会が策定したものである。ガイドラインによれば、「ペイン・コンプライアンスのためにCEWを使用するのは効果が限られ、むしろ標的との距離が縮まり事態が悪化する恐れがある」。
U.S. police and sheriff departmentsの研究によれば、 管轄区域の29.6%で、受動的に標的に抵抗し逮捕に至るシナリオで警察官と標的の身体的接触状態がなくともドライヴスタンの使用が認められている。その中の65.2%では、非暴力的な身体的接触も含まれている。
ラスヴェガス警察の文書によれば、「ドライヴスタンはテーザー銃を当てた部分に局所的な激しい痛みを引き起こすが、中枢神経には十分な影響を及ぼさない。ドライヴスタンは標的の自由を奪うのではなく、標的を管理下に置く助けになるかもしれないものである」。カリフォルニア大学ロサンゼルス校テーザー銃事件やフロリダ大学テーザー銃事件は、大学警察が学生に対しドライヴスタン機能を使用した事例である。後者の事件でフロリダ大学が提出した被害届には「接触状態でテーザー銃を使用」(contact tase) という言葉がみられる。
アムネスティ・インターナショナルは、ドライヴスタン機能を持つテーザー銃が、すでに管理下に置かれている標的に対する「ペイン・コンプライアンス」のために使われたり、複数回、長時間にわたりショックを与えたりする潜在的な能力があり、本質的に乱用される恐れが高いとして特に強い懸念を示している。

## 使用者
2010年の調査("Police Use of Force, TASERs and Other Less-Lethal Weapons")によると、全世界で15,000人の法執行機関員や軍関係者が、テーザー銃を使用可能武器の一つとして使うことを認められている。この調査は、アメリカ合衆国司法省が行ったものである。諸機関で使用されるテーザー銃の数が増えるにつれて、法執行機関と容疑者の間に起きるテーザー銃が絡んだインシデントも増加してきた。
テーザー銃の利用に倫理的な問題があるという論争は長きにわたり続いているが、アメリカ合衆国司法省は同様の調査報告の中で、テーザー銃の使用が使用者の警察官にはもちろん、制圧対象の容疑者にとっても利点があるとしている。ヒューストン警察の調査によると、テーザー銃を「非致死性武器」として使用した結果、労災申請数が最大93パーセント減少し、容疑者の負傷率も最大60パーセント減少した。また2009年にウェイクフォレスト大学が行った調査でも、テーザー銃を受けた容疑者の99.75パーセントが目立った傷害が残らずに済んだというデータが出ており、ヒューストンでの研究を裏付けている。
アメリカ北西部最大級の法執行機関であるシアトル警察では、容疑者の負傷率が48パーセント低下する結果が出ている。他の地域でも、テーザー銃の導入後フロリダ州オーランドで50パーセント、テキサス州オースティンで30パーセント容疑者の負傷率が低下した。これらの調査の中では警察官の負傷率の低下も報告されている。
法執行機関がテーザー銃を利用することの利点を挙げる研究が多数ある一方で、その問題点を指摘する研究も存在する。2010年のアメリカ合衆国司法省の調査によると、一部の警察官は容疑者と遭遇した際にテーザー銃を頼りすぎている節がある。そのような警官の特徴を、この研究では「怠惰な警察」（lazy cop）症候群と呼んでいる。一部の警察官があまりにもテーザー銃に頼りすぎたり、遭遇後あまりにも早い段階で使用してしまったりする原因については、調査が続けられている。

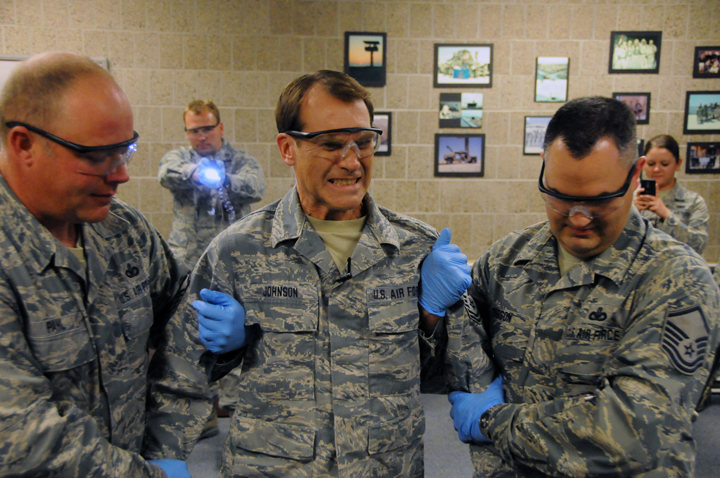
ノースダコタ空軍州兵が行っているテーザー銃のデモンストレーション。中央の人物が電撃を受けている。彼が倒れて負傷しないよう、脇の2人が支えている。

警察官やそれを配置する法執行機関員は、アクソン社が進めているテーザー銃の技術革新を体験できる専門訓練を受ける機会が設けられている。アクソン社は世界中の法執行機関に、熟練したテーザー銃手によるテーザー銃訓練機関を設置するよう勧めている。TASER® Training Academyでは、テーザー銃を使った戦術、テーザー銃のメンテナンス、データ報告、「賢い使い方」の訓練を行っている。
コンピューター科学者ノエル・シャーキーは、2016年12月にウォール・ストリート・ジャーナルで、ノースダコタ州の警察が催涙ガスとテーザー銃を装備した無人航空機を使用することを発表した、と報告している。

## 「興奮せん妄」との関係
テーザー銃を撃たれた後に死亡した人間については、たびたび興奮せん妄（Excited delirium）、すなわちせん妄や精神運動性激越、不安状態、幻覚、言動の乱れ、暴力的な奇行、痛みに対する無感覚、高体温、膂力の増大といった様々な症状が組み合わさった状態であると診断されることがある。興奮せん妄の状態にある人間は、警察による拘束やテーザー銃の使用などにより、心停止や呼吸困難を起こし突然死する場合がある。主に重度の精神障害を持っていたり、常習的な薬物乱用、特にコカインなどの精神刺激薬を使っていたりする男性が、興奮せん妄を起こす人間の主要な割合を占めているとされる。アルコール離脱症候群や頭部外傷により引き起こされる場合もある。
この興奮せん妄という診断傾向については論争がある。近年では複数の監察医が、主に検死の際の除外診断の結果として興奮せん妄を死因の一つとして認めている。学術的には、興奮せん妄に関する議論は法医学の文脈に限られており、生存した患者の観察データが限られているという問題がある。この点においていくつかの自由権運動グループは、容疑者を監禁し死に至らしめた法執行機関が「興奮せん妄」という死因を「言い訳と免罪符」として使っており、しかもそれは容疑者個人を煽り拘束する「陰謀あるいは残忍性のもみ消し」である可能性があると主張している。 Also contributing to the controversy is the role of TASER device use in excited delirium deaths.
アメリカ精神医学会が発表している『精神障害の診断と統計マニュアル』には2010年時点で興奮せん妄に関する記述がみられないが、全米監察医協会やAmerican College of Emergency Physiciansは2009年の白書でICD-9内に「興奮せん妄」にあたるものが存在していると述べ、その存在を認めている。American College of Emergency Physiciansは、「興奮せん妄が法執行機関の強制力使用の言い訳のために『でっち上げられた症候群』である」という「説を却下」している。

## 子どもや高齢者に対する使用
子どもに対する、また学校内でのテーザー銃の使用については相当の論争が繰り広げられている。
- 2004年、フロリダ州マイアミの6歳の男子の両親が、息子にテーザー銃を使用したとして警察を告訴した。対して警察は、当時男児がガラスの破片で足を傷つける恐れがあり、それを止めるのに最も有効だったのがテーザー銃だったと供述した。しかし男子の母親はCNNの取材に対し、関わった3人の警官は男子を思いとどまらせるのに十分な余裕があったと語っている。

- また同じ2004年、フロリダ州マイアミ・デイド郡で、12歳の女子が学校を休んでアルコール飲料を飲み、警察から逃げようとして往来に飛び出しそうになる事件が起きた。この時女子を追っていた警察はテーザー銃を発射して彼女を制圧し、自動車にはねられる事態を回避した[70]。

- 2008年3月、11歳の女子がテーザー銃で制圧される事件があった[71]。2009年3月、ミシガン州の15歳の男子がアルコールを摂取して興奮せん妄を起こし、テーザー銃を撃たれた後に死亡した[72][73]。

警察は、テーザー銃は筋肉を麻痺させるためだけに製作されているため、子どもや高齢者に対してであっても、殴ったり覆いかぶさったりする他の制圧法より安全であると主張している。一方でテーザー銃反対派は、薬剤の投与を受けているなど標的となる人物の健康状態とテーザー銃が影響しあい、酷い場合には死に至る危険性もあると批判している。また同時に子ども、特に小児へのテーザー銃使用は残虐で乱用的な虐待にあたり、不必要な懲罰であると批判している。

## 拷問で使用される危険性
国連拷問禁止委員会の報告書によると、「委員会は極度の痛みをもたらすTASER X26の使用が拷問に相当する恐れがあること、また信頼できる複数の研究や実用後に起こった事件が示しているように死亡事故を起こす恐れがあることを憂慮している」。アムネスティ・インターナショナルも、アメリカの警察や刑務所で、テーザー銃が個人に激しい痛みを味わわせるために使用される恐れがある（アムネスティ・インターナショナルが言うには、時に使用されている）として大きな懸念を示している。サウスカロライナ州のモーリス・カニンガムという人物は、ランカスター郡拘留センターに収監されていた際、2分49秒にわたり継続的にテーザー銃で制圧され、医務官によればそれが原因で不整脈を起こし、死亡した。当時彼は29歳で、アルコールやドラッグも摂取していなかった。
テーザー部長のトム・スミスは、テーザー銃で痛みを与える能力が潜在的に拷問に使われる恐れがある、という主張に対し、現代の警察のニーズを国連が理解しておらず、「ペッパースプレーの痛みは何時間も続くし、警棒で誰かを殴れば手足が折れてしまうし、火器を使えば永久に残る損傷を与えるし、殴る蹴るもそうだが、これらの手段は痛みを与えるためのものであり（中略）対してテーザー銃は、痛みを与えることを意図していない。これは対決を止めるためのものなのだ。それが終わったら、終わりなのだ。」と反論している。